# Xylopia excellens
Xylopia excellens é uma espécie de magnólia. Foi descrito pela primeira vez por Robert Elias Fries .  Xylopia excellens pertence ao gênero Xylopia, e à família Annonaceae.